# Lex Uggla
Lex Uggla var svenska Skatteverkets tumregel som sade att ett företag har  överlikviditet som kan förmögenhetsbeskattas om de likvida medlen är större än de dubbla kortfristiga skulderna. I november 2006 meddelade finansminister Anders Borg att reglerna ska ändras så att lex Uggla försvinner och 2007 avskaffades förmögenhetsskatten. Lex Uggla uppkallades efter artisten Magnus Uggla.

## Kritik
Kritiken mot Lex Uggla var främst att den skapade osäkerhet kring skattesituationen för företagare eftersom det var svårt att på förhand avgöra vilka tillgångar som kunde anses vara underlag för förmögenhetsskatt. 
Socialdemokraterna föreslog i sin budget inför riksdagsvalet 2010 att förmögenhetsskatten skulle återinföras. I sin budgettext skrev de att Lex Uggla "ska undvikas", men att man vill tillsätta en utredning om vilka tillgångar i ett företag som ska anses vara underlag för en återinförd förmögenhetsskatt. Socialdemokraterna förlorade dock valet.